# Robbie Threlfall
Robert Richard "Robbie" Threlfall (Liverpool, 1988. november 25. –) angol labdarúgó, jelenleg a Hereford United védője.

## Külső hivatkozások
- Threlfall adatlapja a Liverpool hivatalos oldalán
- Threlfall profilja a Hereford United oldalán